# Airco DH.9
L'Airco DH.9 est un avion biplace de bombardement de jour dérivé du DH.4. Dessiné pour succéder au DH.4, le DH.9 sous-motorisé se révéla très décevant. L’appareil fut donc modifié pour recevoir un moteur Liberty 12, devenant DH.9A. Le DH.9A fut un instrument essentiel de la politique coloniale britannique durant les années 1920.

## Airco D.H.9

### Origine
Le DH.4 entrait tout juste en service quand Geoffrey de Havilland entreprit le développement de son successeur. Comme on reprochait parfois au DH.4 la position de son réservoir de carburant, situé entre le pilote et le mitrailleur, qui ne facilitait pas la communication entre les deux hommes, le fuselage du DH.4 fut redessiné : Le poste de pilotage fut reporté en arrière de la cabine, précédé du réservoir. Pour améliorer la visibilité vers l’avant, qui ne profitait pas franchement de ce recul du pilote, le radiateur fut monté sous le fuselage et le capot-moteur affiné, avec un moteur partiellement à l’air libre. Et ce moteur n’était autre que le B.H.P Galloway Adriatic, qui aurait dû équiper le DH.4. Développé par Beardmore-Halford-Pullinger, ce moteur devait développer dans sa version de série 300 ch et assurer au biplace des performances confortables pour rivaliser avec les chasseurs allemands. Pour le reste le DH.9 conservait la voilure et l’empennage de son prédécesseur. C’était donc un classique biplan à structure en bois entoilée et l’armement était identique à celui du DH.4.
Début 1917, les bombardements allemands sur Londres entraînèrent la décision de doubler les effectifs du RFC, en particulier pour créer une importante flotte de bombardiers. Le DH.9 ayant sur le papier des performances excellentes, avec une cellule similaire à celle du DH.4, ce qui facilitait le transfert d’une production à l’autre, 4 630 DH.9 furent mis en commande, production qui devait être répartie entre une dizaine de fabricants. Le prototype, un DH.4 modifié, effectua son premier vol à Hendon en juillet 1917. Malheureusement le moteur BHP fut une grosse déception. Très capricieux, il fallut en limiter la puissance à 230 ch en régime continu, ce qui eut des effets très négatifs sur les performances de bombardier, particulièrement en altitude. Le DH.9 était moins rapide que le DH.4 qu’il devait remplacer et il n’était pas rare de voir l’effectif des formations franchissant le front considérablement réduit du simple fait que la puissance des moteurs ne permettait pas aux avions de tenir la formation.
Des tentatives de remotorisation furent donc faites : Une version allégée et plus puissante (sur le papier) du BHP, un moteur Armstrong-Siddeley Puma de 230 ch également, mais plus fiable, puis un moteur Fiat A12 et finalement un Napier Lion de 430 ch qui posait des problèmes d’approvisionnement. Aucune de ces solutions n’apportant une solution satisfaisante, il fallut se résoudre à redessiner le biplace autour d’un moteur plus fiable et plus puissant. Pourtant la production en série du DH.9 fut poursuivie jusqu’en 1919, et l’avion ne fut retiré de service par la RAF qu’en 1920.

### Production

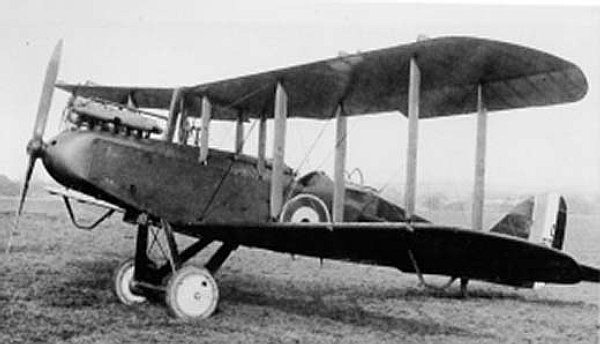
Airco D.H.9
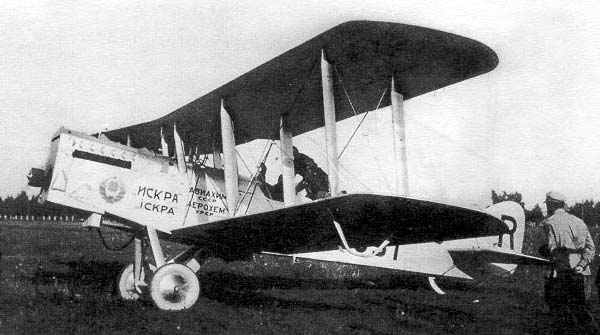
Polikarpov R-1

- Airco : 700
- Berwick & Co : 160
- De Havilland : 10 (après-guerre)
- Mann Egerton & Co : 100
- NAF No 1 : 246
- NAF No 2 : 444
- Short Bros : 100
- Vulcan : 100
- Waring & Gillow : 33
- Weir Ltd : 385
- Westland Aircraft : 148
- SABCA (Belgique) : 30 (après guerre)

## Airco DH.9A

### Origine
Le DH.9 possédant un moteur peu fiable et capricieux, une remotorisation performante s’imposait. Le moteur Rolls-Royce Eagle équipant le DH.4 n’étant pas disponible en quantité suffisante, Geoffrey de Havilland se tourna vers le moteur américain Liberty 12, un 12 cylindres en V de 400 ch dont la production fut lancée à très grande échelle aux États-Unis en juillet 1917. Or le bureau d’études Airco était alors très occupé au développement du bombardier bimoteur Airco DH.10 et l’adaptation du moteur Liberty sur le DH.9 fut confiée à Westland Aircraft.
Le prototype prit l’air en mars 1918, avec une nouvelle voilure, d’envergure accrue pour compenser le poids plus élevé du moteur, une structure renforcée, mais un moteur Rolls-Royce Eagle, aucun moteur Liberty n’étant encore disponible au Royaume-Uni. Avec son radiateur frontal, le nouveau bombardier ressemblait en fait à un DH.4 agrandi. Les essais en vol étaient encourageants et 2 250 appareils furent commandés. Le premier DH.9A à moteur Liberty prit l’air un mois plus tard et les livraisons à la Royal Air Force débutèrent en juin. 885 bombardiers avaient été livrés au moment de l’Armistice. La production ne cessera qu’en 1919, 1 730 exemplaires étant construits au titre des commandes de guerre : La RAF avait choisi le DH.9A comme équipement standard d’après-guerre. Malgré des programmes de rénovation des appareils anciens, de nouvelles commandes furent passées en 1925/26, entraînant la construction de 268 avions supplémentaires (dont six appareils équipés expérimentalement d’un moteur Napier Lion de 465 ch, atteignant 232 km/h).

### Production
- Airco : 569
- Berwick & Co : 140
- Mann Egerton & Co : 150
- Vulcan : 220
- Westland : 350
- Whitehead Aircraft : 340

- Airco D.H.9
- Polikarpov R-1

## Des appareils dérivés
- Armstrong Whitworth Tadpole : Triplace de reconnaissance embarqué destiné à équiper les nouveaux porte-avions de la Royal Navy. Le fuselage était modifié, avec une structure bois-métal entoilée, pour recevoir un opérateur radio dans le fuselage. Le prototype a volé en février 1921, mais la série fut réalisée par Westland sous l’appellation Westland Walrus.

- De Havilland DH.9AJ : Un DH.9A remotorisé avec moteur Bristol Jupiter.

- DH.9B : Conversion d’appareils militaires en triplaces de transport civil (1 pilote et 2 passagers)

- DH.9C : Conversion d’appareils militaires en quadriplaces de transport civil (1 pilote et 3 passagers)

- DH.9J : Pour les besoins de l’école de pilotage de Havilland un certain nombre d’appareils des surplus de la RAF furent remotorisés avec un moteur Armstrong Siddeley Jaguar III en étoile de 385 ch.

- De Havilland DH.9R : Un DH.9A modifié en avion de course avec cellule sesquiplan et moteur Napier Lion.

- De Havilland DH.15 Gazelle : Un DH.9A remotorisé avec un moteur BHP Atlantic.

- De Havilland DH.16 : Adaptation du bombardier en appareil de transport commercial. Le fuselage était redessiné, élargi pour recevoir 4 passagers et cabine vitrée derrière le pilote (poste ouvert). 9 exemplaires furent construits à moteur Rolls-Royce Eagle ou Napier Lion.

- Engineering Division USD-9A : 13 DH.9A construits aux États-Unis.
- Engineering Division USD-9B : USD-9A remotorisé avec un Liberty plus puissant.

- Mantis : DH.9 remotorisés dans les ateliers de la South African Air Force avec un moteur Wolseley Viper de 200 ch.

- M’pala I : DH.9 remotorisés dans les ateliers de la South African Air Force avec un moteur en étoile Bristol Jupiter VI de 450 ch.
- M’pala II : DH.9 remotorisés dans les ateliers de la South African Air Force avec un moteur en étoile Bristol Jupiter VIII de 480 ch.

- Polikarpov R-1/R-2 : La Russie aurait dû construire sous licence des Airco DH.4 mais en octobre 1917 la production n’avait pas commencé par manque de moteurs. Ce qui n’empêcha pas Nikolaï Polikarpov de travailler sur les liasses à l’usine Dux. Durant la Guerre civile russe un certain nombre de DH.9 et/ou DH.9A utilisés par les Britanniques ou les armées blanches furent capturés, ce qui entraina naturellement des modifications dans les plans et, une fois la situation stabilisée, la construction fut lancée à l’usine GAZ-1 sous le contrôle de Polikarpov. Une vingtaine d’appareils hybrides désignés DH.4, utilisant des pièces importées du Royaume-Uni et des moteurs Mercedes D IV de 260 ch, Fiat de 240 ch ou Armstrong Siddeley Puma de 220 ch furent produits en 1920/21, suivis d’une centaine de DH.9/R-1 à moteurs Mercedes en 1922/23 et 130 DH.9/R−2 en 1923 avec un moteur Armstrong Siddeley Puma de 220 ch. Une escadrille de 19 machines, baptisée Escadrille Lénine, fut présentée au XIIIe congrès du Parti communiste qui se déroula entre les 23 et 31 mai 1924. Deux appareils spécialement aménagés réalisèrent également en 1925 une liaison Moscou-Pekin-Tokyo sous la direction de M.M. Gromov.

La version définitive de l’avion, baptisée Imeni Izvestij VTsIK ou Moskowskij Bolshevik, faisait appel au moteur M-5, une copie du moteur Liberty. C’était un appareil plus lourd que le DH.9, faisant appel à des matériaux locaux et adapté aux techniques russes de production et avec une structure renforcée. Les premiers R-1 de série sortirent de la GAZ-1 en 1923, une seconde chaîne étant rapidement installée à la GAZ-10 de Taganrog. Équipé de flotteurs l’appareil devenait MR-1. Entre 2 400 et 2 800 appareils ont été construits entre 1921 et 1932. Premier avion construit en série en URSS, c’est aussi le premier à avoir été exporté : 20 exemplaires ont été vendus à l’Afghanistan en 1923/24 et un exemplaire en Mongolie en 1925;
- Westland Walrus : Version de série de l’Armstrong Whitworth Tadpole, 36 exemplaires à moteur Napier Lion III construits.

## Utilisateurs militaires
- Afghanistan : 18 exemplaires furent achetés à partir de 1924 pour l’aviation militaire afghane, dont 16 construits par Duks Aircraft Works (Polikarpov R-1).
- Afrique du Sud : Parmi les avions que le gouvernement britannique décide de céder à l’Afrique du Sud en 1919 en remerciement de sa participation à l’effort de guerre durant la Première Guerre mondiale on compte 48 DH.9 à moteur Puma. Cet appareil servit de base à la création de la SAAF. Dès 1922 ils furent utilisés pour réprimer une révolte ouvrière, puis un conflit tribal en Afrique du Sud-Ouest. Entre mars et juin 1925 une dizaine de ces appareils furent utilisés pour assurer une liaison postale régulière entre Durban et Le Cap, tandis qu’un autre appareil était utilisé pour lutter contre une invasion d’insectes au Natal. En 1926 la SAAF disposait de 46 avions en première ligne, dont 25 DH.9, utilisés aux missions les plus variées : transport de diamant, cartographie, entraînement...

Les appareils sud-africains furent progressivement modifiés au gré des missions : suppression de la tourelle arrière, apparition d’une livrée argent, suppression des serials d’origine pour une numérotation locale [101 à 148] dès 1923. À partir de 1926 les DH.9 furent progressivement remotorisés et modifiés, la SAAF n’ayant pas les moyens d’acheter des avions plus modernes. Tout avion modifié recevait un nouveau numéro. Quelques appareils furent équipés d’un A.D.C Nimbus (en) de 300 ch puis on vit apparaître les DH.9J (Armstrong Siddeley Jaguar de 180 ch), Mantis (Wolseley Viper de 200 ch) et M’pala I (monoplace à moteur Jupiter VI de 450 ch) et M’pala II (biplace à moteur Jupiter VIII de 480 ch. Les M’pala se distinguaient également par un train d’atterrissage modifié.
En 1929 l’Afrique du Sud acheta une licence de production du Westland Wapiti, mais les DH.9J furent alors équipés d’une caméra pour la cartographie, les DH.9 et autres appareils remotorisés étant versés aux écoles. Il faudra attendre 1938 pour que les appareils encore équipés de moteurs Puma soient revendus, 5 passant sur le registre civil [ZS-AOD/E/G/I/J]. Deux exemplaires servaient encore avec African Flying Services en 1939 et furent donc réquisitionnés [2001/ZS-AOE et 2005/ZS-AOI]. Affecté comme cellule d’instruction à la No 70 Air School de Kimberley, le dernier fut radié le 19 avril 1943. Restauré avec un moteur Puma, il appartient depuis 2005 au South African National War Museum (en). Le sort des appareils remotorisés semble plus obscur mais le dernier a probablement été passé au pilon en 1943.
- Arabie saoudite (Royaume de Hejaz) :
- Australie : 30 DH.9A [A1-1/30] et 20 DH.9 [A6-1/28] ont été livrés à l’Australian Air Corps en 1920. Affectés initialement à la No 1 Flying Training School, ils furent aussi utilisés à partir de 1925 par les sections de coopération terrestre des No 1 et No 3 Squadrons. 2 appareils furent portés sur le registre civil, loués 4 mois au Captain Larkin [G-AUEA/A6-4 et G-AUEG/A6-5] et un exemplaire [A6-19] équipé à Point Cook d’un moteur Nimbus. Ces appareils furent remplacés à partir de 1929 par des Westland Wapiti, 4 au moins finissant leur carrière en aéro-club.
- Belgique : 30 DH.9 ont été construits par SABCA sous licence. En 1922 les trois escadrilles du 6e groupe de bombardement de Bierset, équipées de DH.4, commencèrent à recevoir des DH.9. En 1924 le 6e Groupe devint 3e Groupe du 2e Groupement et, deux ans plus tard, réduit à 2 escadrilles, 3e Groupe du 27e régiment d'aéronautique. Les DH.9 furent remplacés en 1928 par des Breguet XIX.
- Canada : En 1920 le gouvernement britannique céda 12 DH.9A au Canada. Ils furent utilisés par la RCAF jusqu’en 1927. L’un d’entre eux [G-CYBF] a réussi le 17 octobre 1920 la première traversée du Canada, volant de Winnipeg à Vancouver en 11 jours (45 heures de vol).
- Espagne : Une centaine de DH.9 furent construits sous licence par Hispano à Guadalajara à partir de 1922. Équipés d’un moteur Hispano-Suiza de 300 ch, ils furent utilisés essentiellement comme avion d’école pour la formation des observateurs, bombardiers et mitrailleurs. 8 DH.9A à moteur Napier Lion de 450 ch furent également achetés au Royaume-Uni et affectés à une unité spéciale basée à Melilla, avec détachements réguliers à Tétouan et Larache. Les DH.9A furent retirés de première ligne entre 1930 et 1931, mais au début de la guerre civile il restait une quarantaine de ‘Havilland’ en service. 21 furent récupérés par les Républicains (codés RH), tandis que les Nationalistes firent main basse sur les appareils de l’école de Séville, utilisés pour former le Grupo 34.
- États-Unis : Utilisé par l’AEF et l’USMC
- Royaume-Uni :
  - RFC : Les premiers DH.9 furent livrés en novembre 1917 au No 108 Squadron. En juin 1918 on comptait 9 escadrilles (No 18, 49, 57, 98, 99, 103, 104, 107 et 108 Squadron) en service sur le Front ouest. L’introduction de cet appareil fut catastrophique. À titre d’exemple les No 99 et No 104 Squadrons totalisèrent 54 avions abattus et 94 perdus sur accident entre mai et novembre 1918. Face aux troupes turques par contre, où ils ne rencontrèrent qu’une faible opposition, ils donnèrent relativement satisfaction, tout comme dans les missions de surveillance maritime.

Les premiers DH.9A ne furent livrés qu’en juillet 1918 au No 110 Squadron, qui gagna la France en septembre 1918. 4 escadrilles seulement furent engagées au Front ouest avant l’armistice, le manque de moteurs Liberty retardant en fait les livraisons.
- - RNAS :
  - RAF : Au moment de l’Armistice, la toute nouvelle RAF comptait 6 Squadrons (No 204, 205, 206, 211, 217, 218) sur DH.9/9A. Les DH.9 à moteur Puma furent rapidement réformés ou cédés aux pays du Commonwealth, mais le DH.9A, surnommé Nine-Ack, fut conservé par la RAF comme bombardier léger standard et équipa 24 squadrons entre 1920 et 1931, tant au Royaume-Uni qu’outre-mer. Ainsi cinq Squadrons furent basés au Proche-Orient et participèrent aux opérations de police coloniale dans les territoires de l’ancien Empire ottoman passés sous contrôle britannique. Malgré des conditions difficiles (altitude, chaleur) et surchargés par la nécessité d’emporter des pièces de rechange et une réserve d’eau en cas de panne dans des régions désertiques, ils rendirent de grands services. C’est également le DH.9A qui servit à former les premières unités de la Royal Auxiliary Air Force.
- Estonie : En 1919 le gouvernement estonien provisoire, qui doit faire face à des troupes allemandes, mais aussi aux incursions russes, qu’elles soient blanches ou rouge, commande une vingtaine d’avions au Royaume-Uni, dont 8 DH.9 qui furent livrés durant l’été. Ces appareils effectuèrent seulement 25 sorties, la compagnie d'aviation estonienne ne disposant que de 2 pilotes pour ces appareils. En 1925 l’aviation militaire estonienne fut réorganisée en trois divisions, chacune attachée à un corps d’armée. Les DH.9 furent affectés à la 1re division de Rakvere. 4 Letov Š-228E furent achetés en 1932 pour remplacer les de Havilland, dont le dernier heurta le toit d’un hangar à Rakvere au cours de l’été 1933.
- Grèce : 6 appareils reçus en 1926, réformés en 1932.
- Inde : (British Raj) Un certain nombre de DH.9A furent transférés à la British Indian Army durant les années 1920, mais aucun ne participa à la création de l’Indian Air Force en octobre 1932.
- Irlande : 6 DH.9 mis en service en janvier 1923, 2 autres obtenus en 1929. Les deux derniers sont réformés en 1934.
- Lettonie :
- Nouvelle-Zélande : En 1919 le gouvernement britannique expédie 33 avions militaires en Nouvelle-Zélande pour y constituer une force aérienne. Parmi ces appareils on compte 9 DH.9 qui furent mis à la disposition de la Canterbury Aviation Company pour assurer l’entraînement des anciens pilotes de guerre. La New Zealand Permanent Air Force fut constituée en 1923, 3 DH.9 étant conservés jusqu’en 1930.
- Pays-Bas :
- Pérou : Une dizaine de DH.9 à moteur Puma permirent de créer en 1922 l’école centrale d'aviation de Las Palmas en 1922.
- Pologne : 20 DH.9 furent offerts par le Gouvernement britannique à la Pologne. Livrés en caisses, ils furent assemblés à Lvov et répartis entre les escadrilles de reconnaissance 5 et 6. Fin 1923 l’aviation polonaise disposait de 17 DH.9, dont 10 bons pour le service avec moteur, qui furent intégrés au tout nouveau 4e régiment d'aviation créé début 1924. 4 appareils furent vendus à l’Estonie
- Suisse : La Suisse achète un exemplaire en septembre 1920 et l'utilise principalement pour la formation des observateurs. Muni en 1922 d'un appareil photographique Heyde et Zeiss spécial pour la prise de vues à haute altitude acheté par le service topographique fédéral il sert parfois à des relevés topographiques. L'avion est utilisé intensivement pendant neuf ans et réformé en 1929[1]. En 1920, la Société d'aviation Alfred Comte achète trois DH-9 aux surplus britanniques. Remis en état, ils servent pour des vols touristiques jusqu'à l'été 1922 ou ils sont vendus aux troupes d'aviation suisses. Les avions sont modifiés par l'ajout de bec de bord d'attaque et pour pouvoir être rapidement transformés pour le transport ou la reconnaissance. Les deux premiers avions sont détruits en 1924 et 1925 à l'atterrissage[2]. Le dernier avion, le 711, reçoit un renfort et des poignées sur le plan supérieur qui permettent à un cascadeur[3] de monter sur l'aile en vol pour des exhibitions dans les meetings aériens. L'avion est réformé en 1929 et racheté par Karl Schröder comme réserve de pièces pour son DH-9 personnel[4].
- Union soviétique : En 1919 des unités anglaises équipées de DH.9A opèrent au sud de la Russie en soutien des armées blanches, en lutte contre les Bolchéviques. Quand le personnel de la RAF reçoit l’ordre de rentrer au Royaume-Uni en septembre 1919, il laisse sur place ces avions. Certains appareils finiront entre les mains de l'Armée rouge, et seront utilisés pour développer le Polikarpov R-1.

## Utilisateurs civils
Disponible en grand nombre aux surplus, bon marché et offrant une charge utile à condition d’être correctement motorisé, les DH.9 et DH.9A et leurs dérivés furent utilisés par un certain nombre d’opérateurs civils.
- Australie : Qantas
- Belgique : Sabena a exploité 4 DH.9.
- Espagne : Cia Espanola del Trafico Aereo (CETA)
- Royaume-Uni : Le 25 août 1919 un DH.16 d’Aircraft Transport & Travel (en) inaugure le premier service aérien régulier international entre Hounslow (Londres) et Le Bourget (Paris). Une ligne Londres-Amsterdam ouvrit quelques jours plus tard. Handley Page Transport Company utilisa également des DH.9 modifiés.
- Pays-Bas : KLM a utilisé à sa création 5 DH.9 [H-NABE/F/O/P(Détruit sur accident à Rotterdam le 2 septembre 1921)/Z]

## Quelques exemplaires au Musée
Le Musée de l’Air du Bourget conserve un authentique DH.9 [F1258], le DH.9A [F1010] du RAF Museum étant une reconstruction à partir d’un fuselage récupéré en Pologne dans les années 1960 (ex Musée de Berlin). Deux appareils ont été retrouvés dans les années 1990 dans une étable à éléphant en Inde. Un de ces appareils a été cédé à l'Imperial War Museum, où il est aujourd'hui exposé, le second étant conservé en Inde.